# Anna Koutná-Tesařová
Anna Koutná-Tesařová, rozená Boháčová (* 24. března 1933 Trhová Kamenice) je představitelka československého disentu, signatářka Charty 77, politická vězeňkyně. V 70. letech přepisovala samizdat. V letech 1972 a 1973 byla za přepisování vězněna v opavském vězení. Její první muž Karel Koutný byl činný v armádě, dvakrát pobýval v Sovětském svazu a stal se „nositelem vojenského a státního tajemství“. V březnu 1973 zemřel za dosud nevyjasněných okolností. Druhým mužem se stal historik a disident Jan Tesař, s kterým Anna Koutná Tesařová odešla do Francie. Po revoluci se vrátila zpět do České republiky.

## Život
Anna Koutná-Tesařová se narodila v Trhové Kamenici v Železných horách jako nemanželské dítě vdově z první světové války. Po matce se jmenovala Boháčová. Matka ji vychovávala s dalšími čtyřmi sourozenci sama. V devíti letech osiřela, na výchovu si ji vzala starší sestra Lída. Ta se brzy vdala a tak Anna putovala do dětského domova. Ve třinácti letech si ji vzala domů paní, která měla úmysl si ji adoptovat. Mezi Annou a potenciální adoptivní matkou však nevznikl žádný bližší vztah a Annu poslala na venkov ke své sestřenici. V roce 1947, kdy ukončila základní školu, šla pracovat do Chirany, kde letovala injekční stříkačky. V té době začala docházet do svazáckého souboru Československého svazu mládeže. Na kádrovém oddělení si všimli, že Anna dobře recituje a tak ji poslali do kurzu pro sekretářky na Valašsko do vesnice Zděchov. Tam se učila český jazyk, těsnopis, marxismus, psaní na stroji.
Na svazácké zábavě se seznámila se svým budoucím manželem Karlem Koutným, který právě ukončil Vojenskou akademii Antonína Zápotockého. Předtím vystudoval průmyslovku a následně techniku v Brně. Přestěhovali se do Brna. Narodila se jim dcera Marcela. Karel Koutný vyučoval na vojenské škole, brzy ho poslali do Sovětského svazu. Po třech měsících se ze zdravotních důvodů vrátil. Narodila se jim druhá dcera Bronislava.
Anna Koutná pracovala jako úřednice na oddělení kultury a školství Krajského výboru KSČ. Po několika letech byl Karel Koutný poslán opět do Sovětského svazu do hlavního města Burjatské republiky Ulan-Ude. Byl vázán přísným vojenským tajemstvím.
Po návratu žili spokojený rodinný život. K Sovětskému svazu měli již jisté výhrady, ale stále v nich panovala důvěra a naděje na sociální spravedlnost. Po vpádu vojsk Varšavské smlouvy do Československa v srpnu 1968 však její vztah k SSSR změnil. S okupací nesouhlasila, což vyústilo ve ztrátu zaměstnání a vyloučení z Komunistické strany Československa v roce 1969.

### Vězení a disent
Na počátku roku 1970 Anně nabídl brněnský protirežimní aktivista Alfréd Černý přepisování krátkých textů. V prosinci 1971 začala brněnská Státní bezpečnost zatýkat v souvislosti s tzv. letákovou akcí, která občany Československa upozorňovala na právo nevolit. 17. prosince zatkli muže Karla, 20. prosince i Annu. Státní bezpečnost na ni vyvíjela nátlak přes dcery, které zůstaly doma s babičkou. Bylo jim 13 a 15 let Anna Koutná kvůli obavě o děti podlehla a k přepisování se přiznala. Vzala na sebe přepis textů jiných žen, čímž je ochránila před zatčením.
V roce 1972 byli oba manželé v procesu s početnou brněnskou skupinou disidentů (Annou Šabatovou, Ivankou Šabatovou, dnes Lefeuvre, Vlastou Tesařovou, Zdeňkem Vašíčkem ad.) odsouzeni za podvracení republiky. Anna Koutná dostala dvanáct měsíců, Karel Koutný dva roky.

### Smrt Karla Koutného
Karla Koutného nakonec z vězení pustili předčasně v lednu 1973. V březnu 1973 bylo jeho tělo nalezeno v přehradě. Veřejná bezpečnost oznámila, že se jednalo o sebevraždu. Anně Koutné byla odepřena identifikace těla. Z vězení ji pustili pouze na pohřeb. Karel Koutný byl po pobytu na Sibiři nositelem vojenského i státního tajemství, zřejmě toho věděl příliš mnoho a proto se stal nepohodlným.[zdroj⁠?!]

### Život v exilu
Druhý muž Anny Koutné, Jan Tesař byl historik, disident a politický vězeň. Pod nátlakem režimu odešel do exilu. V 80. letech za ním Anna Koutná-Tesařová odjela. V zahraničí se také vzali.